# 日本コロムビア硬式野球部
日本コロムビア硬式野球部（にっぽんコロムビアこうしきやきゅうぶ）は、神奈川県川崎市に本拠地を置き、日本野球連盟に加盟していた社会人野球の企業チームである。1971年に廃部となった。
運営母体は、レコード会社の日本コロムビア。

## 設立・沿革
- 1932年 - 神奈川県川崎市を本拠地とし創部。
- 1933年 - 都市対抗野球に初出場。
- 1935年 - 都市対抗野球で準優勝。
- 1954年 - 日本産業対抗野球大会に初出場、準優勝。
- 1964年 - 都市対抗野球で準優勝。
- 1971年 - 廃部

## 主要大会の出場歴・最高成績
- 都市対抗野球大会：出場17回、準優勝2回（1935、1964年）
- 日本産業対抗野球大会：出場6回、準優勝1回（1954年）
- JABA九州大会：優勝1回（1957年）
- JABA長野県知事旗争奪野球大会：優勝1回（1959年）
- JABA広島大会：優勝3回（1965、1966、1967年）
- JABA伊勢大会：優勝2回（1968、1969年）

## 主な出身プロ野球選手
- 若林忠志（投手） - 1936年に大阪タイガースに入団
- 横沢七郎（内野手） - 1936年に東京セネタースに入団
- 佐藤喜久雄（外野手） - 1936年に東京セネタースに入団
- 寺内一隆（外野手） - 1937年にイーグルスに入団
- 室井豊（捕手） - 1938年にライオン軍に入団
- 熊耳武彦（捕手） - 1946年にセネタースに入団
- 荻島秀夫（外野手） - 1949年に大陽ロビンスに入団
- 磯田憲一（内野手） - 1950年に広島カープに入団
- 勝田興（捕手） - 1950年に国鉄スワローズに入団
- 千頭久米夫（内野手） - 1950年に西鉄クリッパーズに入団
- 土屋五郎（内野手） - 1950年に国鉄スワローズに入団
- 野本喜一郎（投手） - 1950年に西日本パイレーツに入団
- 藤田宗一（外野手） - 1950年に国鉄スワローズに入団
- 古谷法夫（投手） - 1950年に国鉄スワローズに入団
- 根本陸夫（捕手） - 1952年に近鉄パールスに入団
- 古川啓三（捕手） - 1959年に大阪タイガースに入団
- 高井諭（投手） - 1967年ドラフト4位でサンケイアトムズに入団
- 安藤峰雄（投手） - 1968年ドラフト10位で東京オリオンズに入団
- 近藤重雄（投手） - 1971年ドラフト5位でロッテオリオンズに入団
- 小俣進（投手） - 廃部に伴い大昭和製紙に移籍し、1972年ドラフト5位で広島東洋カープに入団
- 原田治明（外野手） - 廃部に伴い三菱自動車川崎に移籍し、1972年ドラフト4位で読売ジャイアンツに入団

## 元プロ野球選手の競技者登録
- 木場巌（投手） - 元：大映スターズ
- 島方金則（内野手） - 元：近鉄パールス
- 富松信彦（外野手） - 元：パシフィック他